# Iasmin Latovlevici
Iasmin Latovlevici (Moldova Nouă, 11 mei 1986) is een Roemeens voormalig voetballer die doorgaans speelde als linksback. Tussen 2005 en 2023 was hij actief voor CFR Timișoara, Poli Timișoara, Gloria Bistrița, Steaua Boekarest, Gençlerbirliği, Karabükspor, Galatasaray, Bursaspor, Kisvárda, CFR Cluj, Argeș Pitești en Petrolul Ploiești. Latovlevici maakte in 2011 zijn debuut in het Roemeens voetbalelftal en kwam uiteindelijk tot dertien interlandoptredens.

## Clubcarrière
Latovlevici speelde in de eerste helft van het seizoen 2005/06 alle wedstrijden mee bij CFR Timișoara en hij werd verkocht aan Politehnica Timișoara. In het seizoen 2009/10 werd de verdediger verhuurd aan Gloria Bistrița, waar hij twaalf wedstrijden voor uitkwam. Op 8 juli 2010 ondertekende Latovlevici een vijfjarige verbintenis bij Steaua Boekarest. Op 25 juli debuteerde hij voor die club tijdens een wedstrijd tegen Universitatea Cluj.
Na afloop van de verbintenis vertrok hij naar Turkije waar hij speelde voor Gençlerbirliği en Karabükspor alvorens Galatasaray hem in september 2017 voor circa 550.000 euro overnam. Een jaar later verkaste Latovlevici transfervrij naar Bursaspor. In februari 2020 tekende de Roemeen voor Kisvárda. Een kleine twee maanden later werd hij ontslagen, zonder een wedstrijd gespeeld te hebben. Hij had namelijk besloten terug te keren naar Roemenië vanwege het coronavirus, maar hier had de club geen toestemming voor gegeven.
Later dat jaar tekende hij een contract voor een seizoen bij CFR Cluj. Een jaar later verkaste hij naar Argeș Pitești. Deze club ontsloeg hem in november 2022 vanwege gemaakte fouten. In april 2023 tekende hij voor Petrolul Ploiești. Hier speelde hij voor twee maanden, waarna hij besloot op zevenendertigjarige leeftijd een punt achter zijn actieve loopbaan te zetten.

## Interlandcarrière
Latovlevici maakte zijn debuut in het Roemeens voetbalelftal op 7 juni 2011, toen met 1–0 verloren werd van Brazilië door een doelpunt van Fred. De verdediger in de basis beginnen en hij maakte de volledige negentig minuten vol. De andere debutant dit duel was Gabriel Giurgiu (Oţelul Galaţi).
| Interlands van Iasmin Latovlevici voor Roemenië | Interlands van Iasmin Latovlevici voor Roemenië | Interlands van Iasmin Latovlevici voor Roemenië | Interlands van Iasmin Latovlevici voor Roemenië | Interlands van Iasmin Latovlevici voor Roemenië | Interlands van Iasmin Latovlevici voor Roemenië |
| №                                               | Datum                                           | Wedstrijd                                       | Uitslag                                         | Competitie                                      | Goals                                           |
| Als speler bij Steaua Boekarest                 | Als speler bij Steaua Boekarest                 | Als speler bij Steaua Boekarest                 | Als speler bij Steaua Boekarest                 | Als speler bij Steaua Boekarest                 | Als speler bij Steaua Boekarest                 |
| ----------------------------------------------- | ----------------------------------------------- | ----------------------------------------------- | ----------------------------------------------- | ----------------------------------------------- | ----------------------------------------------- |
| 1                                               | 7 juni 2011                                     | Brazilië – Roemenië                             | 1 – 0                                           | Vriendschappelijk                               |                                                 |
| 2                                               | 12 juni 2011                                    | Paraguay – Roemenië                             | 2 – 0                                           | Vriendschappelijk                               |                                                 |
| 3                                               | 11 oktober 2011                                 | Albanië – Roemenië                              | 1 – 1                                           | EK 2012 kwalificatie                            |                                                 |
| 4                                               | 29 februari 2012                                | Roemenië – Uruguay                              | 1 – 1                                           | Vriendschappelijk                               |                                                 |
| 5                                               | 15 augustus 2012                                | Slovenië – Roemenië                             | 4 – 3                                           | Vriendschappelijk                               |                                                 |
| 6                                               | 14 november 2012                                | Roemenië – België                               | 2 – 1                                           | Vriendschappelijk                               |                                                 |
| 7                                               | 14 augustus 2013                                | Roemenië – Slowakije                            | 1 – 1                                           | Vriendschappelijk                               |                                                 |
| 8                                               | 11 oktober 2013                                 | Andorra – Roemenië                              | 0 – 4                                           | WK 2014 kwalificatie                            |                                                 |
| 9                                               | 19 november 2013                                | Roemenië – Griekenland                          | 1 – 1                                           | WK 2014 kwalificatie                            |                                                 |
| Als speler bij Karabükspor                      |                                                 |                                                 |                                                 |                                                 |                                                 |
| 10                                              | 8 oktober 2016                                  | Armenië – Roemenië                              | 0 – 5                                           | WK 2018 kwalificatie                            |                                                 |
| 11                                              | 15 november 2016                                | Rusland – Roemenië                              | 1 – 0                                           | Vriendschappelijk                               |                                                 |
| 12                                              | 26 maart 2017                                   | Roemenië – Denemarken                           | 0 – 0                                           | WK 2018 kwalificatie                            |                                                 |
| 13                                              | 10 juni 2017                                    | Polen – Roemenië                                | 3 – 1                                           | WK 2018 kwalificatie                            |                                                 |

## Erelijst
| Competitie         |                  |                           |                  |                  |
| Competitie         | Aantal           | Jaren                     |                  |                  |
| Steaua Boekarest   | Steaua Boekarest | Steaua Boekarest          | Steaua Boekarest | Steaua Boekarest |
| ------------------ | ---------------- | ------------------------- | ---------------- | ---------------- |
| Liga 1             | 3                | 2012/13, 2013/14, 2014/15 |                  |                  |
| Cupa României      | 2                | 2010/11, 2014/15          |                  |                  |
| Cupa Ligii         | 1                | 2014/15                   |                  |                  |
| Supercupa României | 1                | 2013                      |                  |                  |
| Galatasaray        |                  |                           |                  |                  |
| Süper Lig          | 1                | 2017/18                   |                  |                  |